# مکان‌های فرعی در سرزمین میانه
در رشته‌افسانهٔ تالکین اشارهٔ زیادی به نام مکان‌های مختلف شده‌است. بعضی از آن‌ها در زیر شرح داده شده‌اند:

## آ

### آپ‌بورن
دهکده‌ای در روهان، جنوب ادوراس واقع در کناره‌های رود اسنوبورن در درهٔ هالودیل.

### آرگونات
پیکرهٔ سنگی الندیل و آناریون که از ستون‌های عظیمی در دو طرف رود آندوئین و ورودی دریاچه نن‌هیتوئل در حوالی سال ۱۲۴۰ دوران سوم به دستور رومنداکیل دوم ساخته شدند. این دو مجسمهٔ عظیم نشانه‌ای برای شروع مرزهای شمالی گاندور بودند و نشان‌دهندهٔ این که دشمنان گاندور بیش از این نمی‌توانند جلو بیایند.
هر دو مجسمه با کلاه خود و تاجی بر سر و تبرزینی در دست راست ساخته شده‌اند و دست چپ خود را به شکل هشدار به سمت دشمنان گاندور بالا آورده‌اند.
آنها همچنین به نام‌های دروازهٔ شاهان و ستون‌های شاهان نیز معروف بودند.

### آلدبرگ
در زبان انگلیسی باستان به معنی «قلعهٔ قدیمی» است. این قلعه توسط ائورل جوان در سرزمینی به نام فولد ساخته شد، چندین مایل در شرق ادوراس. اگرچه پسر او برگو در اوایل تاریخ روهان به ادوراس نقل مکان کرد ولی آنجا محل اقامت نوادگان ائوفر، سومین پسر برگو شد. در دوران زمامداری تئودن شاه، آنجا خانهٔ ائومر، سومین ارتشبد روهان بود.

### آمون‌هن
تپهٔ نگاه، تپه‌ای واقع در ساحل غربی رود آندوئین و جنوب دریاچهٔ نن‌هیتوئل بالاتر از آبشار رائوروس. این قله یکی از سه بلندی در آبشار رائوروش بود. آن دوی دیگر آمون‌لائو و تول براندیر بودند. جایگاه بینایی (به انگلیسی: The Seat of Seeing) بروی این بلندی به عنوان برج نگهبانی مرز شمالی گاندور ساخته شده بود. آن در روزهای نخست تاریخ گاندور و احتمالاً در دوران دوم ساخته شده بود.
در کتاب یاران حلقه، یاران حلقه از لوتلورین توسط آندوئین به جنوب سفر کردند ولی گروه در این بلندی‌ها از هم جدا شدند: بورومیر در نظر داشت که حلقه را از فرودو تصاحب کند ولی فرودو فرار کرد، بورومیر کمی بعد از آن در راه دفاع از مری و پی‌پین توسط اورک‌های سارومان که برای دستگیری فرودو آمده بودند کشته شد. فرودو پس از فرار از دست برومیر بر روی جایگاه بینایی نشست و همان‌طور که حلقه را در دست داشت توانست اتفاقاتی را که صدها مایل آنطرف تر در جریان بود ببیند. از آمون‌هن فرودو و سام سفر خود را به شرق آندوئین ادامه دادند و مری و پرگرین توک نیز که اسیر اورک‌ها بودند به سمت آیزنگارد برده می‌شدند. این عمل اورک‌ها باعث جدایی یاران حلقه شد.

### آمون‌لائو
تپهٔ گوش، تپه‌ای واقع در ساحل شرقی رود آندوئین و جنوب دریاچهٔ نن‌هیتوئل بالاتر از آبشار رائوروس. این قله یکی از سه بلندی در آبشار رائوروش بود و آمون‌هن تپهٔ قرینه‌اش در ساحل غربی بود. در بین آن‌ها و در مرکز آبشار رائوروس جزیرهٔ تول براندیر سربرآورده که هیچ‌کس بر روی آن قدم نگذاشته‌است.
اگرچه زمانی آمون‌لائو در شمال مرزهای گاندور قرار داشت و جایگاهی همچون آمون‌هن در آن‌جا نیز وجود داشت (احتمالاً به نام جایگاه شنوایی) ولی در اتفاقات دوران جنگ حلقه از آن نامی برده نشده چرا که مدت‌ها قبل این سرزمین‌ها از زیر تسلط گاندور بیرون آمده و تحت کنترل سائورون بودند.

### آندرات
قسمتی از راه سبز یا جادهٔ شمالی-جنوبی که بلندی‌های گورپشته در غربش و بلندی‌های جنوبی در شرقش قرار دارند. آن‌سوتر از آندرات جاده با جادهٔ بزرگ شرق تقاطع می‌یابد، جایی در غرب دروازهٔ بری.
وقتی نازگول از موردور برای جستجوی حلقه یگانه به شایر آمدند رهبر آن‌ها ویچ‌کینگ در آندرات اردو زد. در ضیمیمهٔ کتاب بازگشت شاه آمده‌است که احتمالاً ویچ‌کینگ در مدت توقفش در آنجا موجودات گورپشته را از خواب بیدار کرده.

## ا

### ادهلاند
بندر باستانی الف‌ها در گاندور واقع در جنوب محل اتصال رود مورتاند و رینگلو.
در یکی از نوشته‌های تالکین ادهلاند توسط الف‌های سینداری که از ویرانی بلریاند جان سالم به در برده و توسط سه کشتی کوچک به آنجا رسیده بودند ساخته شده‌است. در نسخهٔ دیگری آمده‌است که سرگردانان دوریاتی این بندر را ساخته‌اند. در هر دو نسخه آمده که هر دو گروه دانش ساخت کشتی داشتند، دانشی که در دوره نخست فقط در اختیار گیردان و قوم الفی فالاس بود. در نسخهٔ نهایی آمده‌است که ادهلاند توسط الف‌های ناندور معروف و برجسته شده‌است.
آمروت، ارباب لوتلورین، در سال ۱۹۸۱ دوران سوم حوالی ادهلاند هنگامی که در جستجوی عشقش نیمرودل بود، گم شد. تقریباً پس از آن همهٔ الف‌ها آنجا را به سمت غرب ترک کردند تا از سایه‌های سرزمین میانه به قلمروی قدسی آمان پناه ببرند. در زمان جنگ حلقه هیچ الفی در ادهلاند باقی نمانده بود و هنگامی که آنجا متروک شد به قلمروهای گاندور پیوست.

### ارد وترین
اِرِد وترین یا «کوهستان سایه» رشته‌کوهایی در شمال سرزمین میانه در دوره نخست بود که در طول مرز آرد گالن در غرب امتداد داشت و سدی میان هیت‌لوم و بلریاند غربی به‌وجود می‌آورد.
رودهای بسیاری از این رشته‌کوه‌ها سرچشمه می‌گرفتند مثل ناروگ، تی‌گلین و سیریون. شرقی‌ترین نقطهٔ ارد وترین به حوالی اخوریات می‌رسید و دره‌ای پلکانی را شکل می‌داد که سیریون از آن می‌گذشت. ارد وترین پس از آمدن موج‌های بزرگ در پایان دوره نخست ناپدید شد، وقتی که والار تصمیم گرفتند شکل سرزمین میانه را تغییر دهند.

### ارد لیتوی
ارد لیتوی یا کوه‌های خاکستر رشته کوه‌های شمال موردور بودند. از مورانون جایی که به افل دوات می‌رسد آغاز شده صدها مایل به سمت شرق ادامه می‌یابد. نام کوه‌های خاکستر به این دلیل انتخاب شده که این کوه‌ها در مسیر بادی بودند که خاکسترهای کوه هلاکت را حمل می‌کرد و بر روی این کوه‌ها می‌ریخت.

### ارد لوین
اِرِد لوین یا کوه‌های آبی یا کوه‌های ماه یک رشته کوه بزرگ بود که مرز غربی ناحیهٔ بزرگ اریادور را تشکیل می‌دهد. در اصل بلریاند که خود ناحیه‌ای بزرگ بود در مرز غربی رشته کوه بود اما در پایان دوره نخست، بیشتر برلیاند نابود شده بود و تنها زمین‌های باقی‌مانده در غرب کوه‌های لیندون بود.
برخی از خاندان دورین که از بحران‌های تنهاکوه جان سالم به در برده بودند به رهبری تراین دوم در ۲۸۰۲ دورهٔ سوم، در جنوب ارد لوین ساکن شدند. تورین سپر بلوط هم پیش از آنکه برای اربور به پا خیزد در این منطقه زندگی می‌کرد. خواهرزاده‌های تورین، فیلی و کیلی و همچنین گیملی که نسبت دوری با آن‌ها داشت همگی در کوه‌های آبی به دنیا آمدند.

### ارد میترین
ارد میترین یا کوهستان خاکستری رشته کوه‌های طویلی در شمال مرز رووانیون بود. رشته‌کوه‌های خاکستری بازماندهٔ دیوار ارد انگرین یا کوه‌های آهن بود که زمانی تمام مرز شمالی سرزمین میانه را درمی‌نوردید؛ ولی در آخر دوره نخست نابود شدند.

### اسگیلیاث
نام شهری در سرزمین میانی و پایتخت قدیم گاندور است. این شهر توسط الندیل و پسرانش ایسیلدور و آناریون در پایان دورهٔ دوم بنیان گذاشته شد. اُسگیلیاث در دو سوی رود آندوئین قرار داشت. در جریان نزاع‌های داخلی اسگیلیاث سوخت و پالانتیر آن گم شد. پس از آن در ۱۶۴۰ دورهٔ سوم پایتخت به میناس آنور منتقل شد و این رویداد شروع سقوط اسگیلیاث بود. در ۲۴۷۵ دورهٔ سوم پس از یورش اورک‌های موردور شهر نیمه ویران کاملاً رها شد و پل بزرگ آن نابود شد. اما برومیر از گاندور، اورک‌ها را به عقب راند.

### الوستیریون
بلندترین برج از سه برجی که بر روی تپه‌های برج قرار داشتند. گفته شده که این برج‌ها توسط گیل-گالاد، پادشاه بزرگ نولدور در سرزمین میانه، و به افتخار آمدن الندیل به سرزمین میانه پس از نابودی نومه‌نور، ساخته‌شد.
پس از آن الندیل تنها پلانتیری که توانایی نشان دادن غرب را داشت در این برج قرار داد. این پلانتیر بر خلاف شش پلانتیر دیگر توانایی برقراری ارتباط با دیگر پلانتیرها را نداشت و فقط غرب را نشان می‌داد. این پلانتیر بعدها به سنگ الندیل معروف گشت.

این برج هزاران سال پس از مرگ گیل-گالاد و الندیل با نگهداری گیردان و الف‌های لیندون سالم ماند ولی پلانتیر آن توسط الروند و گروهی که همراه با او عازم قلمروی قدسی آمان بودند به والینور برده شد.

### امین مویل
سرزمینی ناهموار و غیرقابل عبور در دو طرف نن‌هیتوئل. در کتاب دو برج، فرودو و سام سعی در گذر از امین مویل شرقی و رسیدن به دروازهٔ سیاه موردور را دارند ولی در آنجا گم می‌شوند تا اینکه گالوم آن‌ها را می‌یابد. پس از اصرار و تهدید زیاد گالوم قانع می‌شود که راه خروج از آنجا و باتلاق‌های مرگ را نشانشان دهد.

### امین یول
(سینداری تپهٔ گرگ و میش) سرزمین‌های مرتفعی در شمال اریادور که به تپهٔ اون‌دیم نیز معروف است. این تپه‌ها حدود صد مایلی شمال شایر واقعند؛ در جنوبش شهر آنومیناس، اولین پایتخت آرنور، در کنار دریاچهٔ اون‌دیم قرار دارد. رود برندی‌واین از این دریاچه سرچشمه می‌گیرد همچنین رود لون نیز شاخه‌ای از این دریاچه دریافت می‌کند.
در دوران دوم هنگامی که نومه‌نوری‌ها برای اولین بار به سرزمین میانه بازگشتند، مردمانی از نوادگان اداین در تپه‌های امین یول زندگی می‌کردند. به همین دلیل نومه‌نوری‌ها مقرشان را در نزدیکی آن‌ها برپا کردند و این تپه‌ها بعداً به مرکز پادشاهی آرنور تبدیل شدند. پس از آمدن الندیل و نومه‌نوری‌های پناهنده، آن‌ها با مردمان نسل اداین و همچنین انسان‌های از نسل غیر از اداین (مثل مردمان بری) ترکیب شدند و مردمان آرنور را تشکیل دادند.

### اورهولت
در زبان انگلیسی قدیم نامی بود که روهیریم به بخشی از فیرین‌هولت داده بودند. این نام به‌دلیل گرازهای وحشی‌ای که در آن منطقه زندگی می‌کردند به آن‌جا داده شده بود.

### ایست بایت
تورفتگی وسیعی در جنوب شرقی جنگل میرک‌وود که به دلیل قطع درختان آن منطقه توسط مردمان شمالی ایجاد شده بود.

### ایست فولد
بخشی از پادشاهی روهان که در شرق رود اسنوبورن و غرب آنورین در گاندور، واقع است. این سرزمین در شرق ادوراس قرار دارد.

## ب

### بامفورلانگ
سرزمین زراعی دهقان ماگوت واقع در مرداب‌های شرق شایر. زمین باتلاقی آن‌جا برای ساخت خانه‌های هابیتی که معمولاً به صورت سوراخ هابیتی است مناسب نیست لذا مجبور به ساخت خانه بر روی زمینند. خود تالکین گفته‌است این نام از انگلیسی قدیم آمده و تقریباً به معنی زمین لوبیا است.

### برج‌های دورین
برج‌هایی که بر فراز قلهٔ سلبدیل در بالای خزد-دوم قرار داشتند، جایی که گندالف، بلای جان دورین را شکست داد. تنها راه رسیدن به آنجا پلکانی دراز به نام پلکان بی‌پایان بود که از قعر معادن موریا آغاز می‌شد.

### برج‌های نیش
همچنین به نام نیش‌های موردور نیز خوانده می‌شوند. دو برج که در دو طرف دروازهٔ سیاه موردودر قرار دارند که هرکدام نام مخصوص خود را دارند؛ کارچاست و نارچاست. این برج‌ها توسط مردان گاندور پس از شکست سائورون در دوران دوم ساخته شدند تا برای نگهبانی از ورودی موردور استفاده شوند ولی بعدها در دوران سوم توسط سائورون تسخیر شدند. برج‌ها حدود سال ۱۹۴۴ پس از شکست اوندوهر از ارابه‌سواران متروک و رها شدند ولی به نظر می‌رسد قبل از آن در آن‌جا نگهبانانی وجود داشته‌است.
در نوشته‌های تالکین مشخص نشده که کدام برج در کدام طرف مورانون قرار گرفته؛ ولی به نظر می‌رسد کارچاست در سمت شرقی و نارچاست در سمت غربی قرار داشته‌اند. کارچاست در سینداری به معنی «برج نیش» و نارچاست به معنی «برج آتش» است. برج‌ها در زمان جنگ حلقه همراه با نابودی سائورون و حلقهٔ یگانه نابود شدند. فروریزی آن‌ها در فیلم بازگشت شاه به کارگردانی پیتر جکسون نشان داده شده‌است.

## پ

### پارت گالن
چمنزاری سرسبز در در بالای آبشار رائوروس و در دامنهٔ آمون هن. آن در ساحل غربی دریاچهٔ نان‌هیتوئل و نزدیک به انتهای آن واقع است. در این مکان بود که جدایی یاران حلقه به وقوع پیوست.

## ت

### تاربد
نام شهری در جنوب اریادور. در سینداری به معنای تقاطع جاده است و در اصل نام قلعه‌ای واقع در تقاطع جادهٔ باستانی شمالی-جنوبی با فنلاندز در سر گواتلو است. زمین‌های پیرامون تاربد هموار و باتلاقی است؛ جاده مایل‌ها بعد از گذرگاه در امتداد رودخانه امتداد پیدا کرده‌است.

### تول براندیر
تخته‌سنگی جزیره‌گون در دریاچهٔ نن‌هیتوئل و در بالای آبشار رائوروس. در غرب با آمون‌هن و در شرق با آمون لائو هم‌مرز است. در روزهای پسین برج‌هایی که بر روی تپه‌های کنار این جزیره قرار داشتند برای گاندور بسیار ارزشمند بودند. اگرچه تاکنون هیچ‌کس قدم بر تول‌براندیر نگذاشته یا حداقل افسانه‌ها حاکی از آنند.

### تپه‌های برج
مجموعه‌ای از تپه‌های شیب‌دار در غرب اریادور، که در سینداری امین براید خوانده می‌شوند. آن‌ها تقریباً در ۳۰ مایلی لنگرگاه‌های خاکستری قرار دارند و حدود ۵۰ مایلی غرب بلندی‌های سفید. بر روی این تپه‌ها برج‌های بلند الفی واقعند و بلندترین آن‌ها که الوستیریون نام دارد سنگ الندیل، یکی از پلانتیرها را در خود دارد.
این تپه‌ها مرز باستانی بین قلمروی الفی لیندون و پادشاهی آرنور را شکل می‌دهند و جاده قدیمی شرق که تا ریوندل ادامه دارد از بین آن‌ها می‌گذرد. در اوایل دوران چهارم، الانور گمجی و همسرش به تپه‌های برج نقل مکان کردند و شهر زیرتپه را در دامنه‌های شرقی تپه‌ها بوجود آوردند و به نگهبانان وست‌مارچ تبدیل شدند وقتی که شاه اله‌سار مرزهای شایر را به عنوان هدیه تا تپه‌های برج گسترش داد.

## خ

### خاند
سرزمینی در جنوی شرقی موردور و شرق هاراد نزدیک.

### خلنگ زارهای اتن
سرزمین‌های مرتفعی در غرب کوهستان مه‌آلود و شمال کولدفلز. آنجا میدان جنگ مردمان آزاد آرنور و آنگمار در دوران سوم بود، هنگامی که ویچ‌کینگ پس از شکست در جنگ فورنوست فرار کرد.

## د

### داگورلد
سرزمینی پهن و بی‌درخت بین امین مویل و کیریت گورگور. این نام در سینداری به معنی «دشت نبرد» است و به جنگ آخرین اتحاد برمی‌گردد که نبرد بین سپاه سائورون و سپاه متحد الف‌ها و انسان‌ها در آن مکان درگرفت. جنازهٔ کشته‌شدگان همان‌جا فاسد شدند و از بین رفتند ولی بخشی از آن سرزمین مردابی شد، باتلاق‌های مرگ، که تصویر کشته‌شدگان در آنجا دیده می‌شد.
بعداً در دوران سوم، داگورلد میدان بسیاری از نبردهای بین گاندور و ایسترلینگ‌ها بود، از جمله جنگ مورانون. جنگ‌های بیشمار طی هزاران سال باعث شده بود که این سرزمین به مکانی شوم و نحس تبدیل شود و جای جایش برکه‌هایی سمی و زمین‌های سوخته دیده می‌شد.

### دروویت لائور
سرزمینی در غرب گاندور. این سرزمین هیچگاه بخشی از قلمروهای گاندور یا حتی پادشاهی دوباره متحد نبود. آنجا سرزمین بازماندگان [درواداین]، ساکنان اصلی ارد نیمراس، بود که پس از حملهٔ نومه‌نوری‌ها پراکنده شدند. شمال این سرزمین همچنین سکونت‌گاه [دونلندی‌ها] نیز شده بود، اگرچه از درواداین به خاطر استفاده از تیرهای زهری می‌ترسیدند.

### دریاچه آبگین
دریاچه‌ای که زیر دروازهٔ خزد-دوم واقع است. این دریاچه را دورف‌ها خود خه‌لد-زارام می‌خواندند. بر اساس افسانه‌های مردمان دورین، دورین بی‌مرگ وقتی در کوه گونداباد (در شمال کوه‌های مه‌آلود) از خواب برخاست، سفری را به سمت جنوب آغازید ولی هنگامی که به این دریاچه رسید توقف کرد و در آن نگریست و تصویر تاج ستارگان را بر سر خود دید. سپس او خزد-دوم را در آن‌جا پیدا کرد.
در دوران جنگ حلقه، یاران حلقه پس از فرار از موریا از نزدیکی این دریاچه با عجله می‌گذشتند ولی گیملی حاضر نشد بدون نگاه کردن در دریاچه آنجا را ترک کند و فرودو و سام نیز او را تا ساحل دریاچه همراهی کردند و به داخل آن نگاه انداختند.

### دوروینیون
سرزمینی واقع در سواحل شمال غربی دریاچهٔ رون که به‌خاطر شراب‌هایش معروف است.

### دورتانگ
(سینداری «ظلم سیاه») قلعه‌ای قدیمی در شمال موردور. آن در شمال افل دوات و در دامنهٔ آیزنمات قرار دارد. در اصل این قلعه توسط گاندوری‌ها پس از سقوط سائورون در انتهای دوران دوم ساخته شد ولی بعداً توسط نیروهای وی تسخیر شد.

### دونلند
سرزمینی در شمال غربی سرزمین میانه و سرزمین انسان‌هایی معروف به دونلندی‌ها. مردمان آنجا بلند قد، سیه چهره و مو مشکی بودند. ریشهٔ باستانی آن‌ها به خاندان هالت می‌رسد که باعث می‌شود آن‌ها رابطهٔ دوری با دونداین داشته باشند. آن‌ها دشمنان قدیمی روهیریم بودند و به ثروت روهان رشک می‌ورزیدند. آن‌ها در سرزمین‌های حاشیهٔ روهان زندگی می‌کردند و در دوران جنگ حلقه توسط سارومان اغوا شده به مزارع و سرزمین‌های روهان حمله کردند.

### دویموربرگ
قله‌ای در کوهستان سفید که در بالای درهٔ هارو قرار داشت. دون‌هارو که در بالای صخره‌هایی در دره‌های قسمت شرقی قرار داشت موازی کوه دویموربرگ بود. آن‌سوی دون‌هارو جنگلی از درخت کاج به‌نام دیملوت قرار داشت.
در داخل دیملوت درهٔ باریکی قرار داشت که راه به سمت دروازهٔ جادهٔ مردگان از آن می‌گذشت. این جاده از زیر دویموربرگ می‌گذشت و در دوران سوم توسط مردمان کوه‌نشین بسته شده بود تا هنگامی که آراگورن آن‌ها را از قسم خود رهایی بخشید.

### دیپینگ کومب
دره‌ای امن در شمال کوهستان سفید که گودی هلم در آن واقع بود و قلعهٔ شاخ آواز در آن‌جا ساخته شده بود. آن‌جا محل نبرد شاخ آواز در طی جنگ حلقه بود.

### دیل
شهر انسان‌ها در کنار رود کلدوین (رود روان)، بین تنها کوه و دریاچهٔ لانگ. حکمران آنجا تا قبل از نابودیش توسط اسماگ در سال ۲۷۷۰ دوران سوم، گیریون بود. پس از احیای پادشاهی زیر کوه توسط دورف‌ها، انسان‌ها نیز شروع به بازسازی شهر کردند.
دیل در طی جنگ حلقه توسط ایسترلینگ‌ها و موردور بار دیگر نابود شد. مردم شهر به اره‌بور عقب‌نشینی کردند و پناه بردند. در همان موقع و در نبرد دیل بود که شاه داین آهنین پا و براند شاه دیل کشته شدند. اگرچه پس از سقوط سائورون محاصره شکسته شد و دیل بار دیگر بازسازی شد ولی آنجا دیگر به شکوه و شهرت و قدرت قبلش بازنگشت و قسمتی از آن به خاطر ضعیف شدن دورف‌های همسایشان در اره‌بور بود.

### دیمریل دیل
نامی که مردمان شمال در زبان خود به دره‌ای واقع در شرق خزد-دوم داده‌اند. این دره همچنین به نام‌های ناندوهیریون در سینداری و آزانول‌بیزار در زبان خوزدول خوانده می‌شود. نبردی خونین در آن‌جا در سال ۲۷۹۹ دوران سوم بین دورف‌ها و اورک‌های موریا درگرفت که در آن رهبر اورک‌ها آزوگ کشته شد. در ۲۹۸۹ بالین و یارانش در این دره با اورک‌هایی که جلوی آن‌ها را در سفر به معادن موریا گرفته بودند درگیر شدند. ۳۰ سال بعد یاران حلقه پس از ازدست دادن گندالف و فرار از موریا در آن دره اردوگاهی زدند. ویژگی این دره دریاچه‌ای صاف و تمیز همچون کریستال به‌نام دریاچهٔ آبگین بود که دورین اولین بار تصویر ستارگان را در آن دید. رود سیلورلود از این دره به سمت لورین می‌گذرد.

### دیملوت
جنگلی از درخت کاج در دامنهٔ کوه دویموربرگ و بعد از دون‌هارو. معنی نام «بیشهٔ تاریک» است و راهی کهن در آن‌جا وجود دارد که به دروازهٔ جادهٔ مردگان ختم می‌شود. جادهٔ مردگان از زیر کوه دویموربرگ عبور می‌کند. در دوران سوم این جاده توسط مردگان دون‌هارو اشغال شده بود تا اینکه آراگورن آن‌ها را از قسمشان آزاد کرد.

## س

### سارن گبیر
منطقهٔ تپه‌ای غرب آبشار رائوروس در رود آندوئین.

### سلبدیل
سلبدیل که در زبان خازدول، زیراک‌زیگیل خوانده می‌شود و ترجمهٔ انگلیسی آن سیلورتاین (نیش نقره‌ای) است یکی از سه قله‌ای است که در بالای شهر دورفی خزد-دوم در کوه‌های مه‌آلود واقع است. این قله غربی‌ترین قله نسبت به دوقلهٔ دیگر (کارادراس و فان‌اودی‌هول) است. برج دورین بر روی این قله واقع است، جایی که گندالف با بالروگ در نبرد قله جنگید.

## ف

### فوروخل
فوروخل یا سرزمین مردمان برفی، نام قلمروی در انسان‌ها در شمال اریادور بود. این منطقه مشخصا اسم خود را از خلیج فوروخل که در شمال سکونت گاه‌هایشان بود گرفته بودند. مردمان برفی تیره‌ای از انسان‌ها بودند که در سرمای سخت بقایای کوه ارد انگرین که محتمل است مورگوت آن را ایجاد کرده باشد زندگی می‌کردند. این قوم یکی سرکرده مشهور داشت که آرودوی آخرین پادشاه آرتداین و جد آراگورن را که از دست پادشاه جادوگر آنگمار گریخته بود پناه داد. هنگامی که آرودوی آماده می‌شد تا با کشتی ای که گیردان برایش فرستاده بود به لیندون برود، وی به نشانه قدرشناسی، حلقه باراهیر را به سرکرده ایشان داد، ولی او به توصیه سرکرده مردم فوروخل که به او هشدار داده بود در این وقت به دریا نرود و دریا آرودوی را خواهد بلعید توجه نکرد. از سر تصادف پیشگویی سرکرده آدمهای فوروخل درست از آب درآمد و آرودوی در بله گایر به همراه دو پلان تیری مهم آنومیناس و آمون سول غرق شد.

## ک

### کارراک
جزیرهٔ سنگی کوچکی در بالای رودخانهٔ آندوئین و در شمال راه باستانی. در فصل هفتم کتاب هابیت، گندالف می‌گوید که پلکانی که از پایین سنگ تا بخش هموار بالای آن رسیده‌است توسط بئورن ساخته شده و «کارراک» نامی است که بئورن بر آن نهاده.

### کرین آمروت
تپهٔ آمروت جایی که گل‌های الانور رشد می‌کنند واقع در قلب لوتلورین است، آمروت پیش از اینکه گم شود در آن‌جا زندگی می‌کرد. اینجا مگانی بود که آراگورن و آرون با هم نامزد کردند و عهد بستند و آرون پس از مرگ آراگورن به آنجا رفت تا بمیرد.

### کلدفلز
سرزمین‌هایی مرتفع در غرب کوهستان مه‌آلود و جنوب اتن‌مورز که توسط شاخهٔ شمالی رود بروئینن از آن‌ها جدا شده‌است.

### کوه گرم
کوهی در شمال اریادور؛ مکان آن دقیقاً مشخص نیست ولی احتمالاً جایی در اتن مورس یا کوه‌های آنگمار قرار دارد یا جای دیگری در رشته‌کوه‌های خاکستری. اورک‌ها در آن‌جا ساکن بودند و یک بار نیز از آن‌جا به شایر حمله کردند.

### کوه گونداباد
کوهی در مرزهای شمالی کوهستان مه‌آلود؛ قلعهٔ دورف‌ها و بعدها اورک‌ها.
بر اساس افسانه‌های دورف‌ها، دورین بی‌مرگ، یکی از آباء دورف‌ها در کوه گونداباد کمی پس از بیداری الف‌ها از خواب برخاست. از همین رو کوه گونداباد همیشه مکان مقدسی برای دورف‌ها بود.
در اواسط دوران دوم اورک‌ها به گونداباد حمله کردند و تا آخر دوران دوم، پس از سقوط سائورون و گم شدن حلقهٔ یگانه آنجا تحت اشغال آن‌ها بود. در دوران سوم این مکان بار دیگر توسط اورک‌های آنگمار به عنوان پایتخت اشغال شد و این دلیل تنفر دورف‌ها از آنگمار بود. پس از سقوط آنگمار گونداباد همچنان قلعهٔ اورک‌ها باقی‌ماند، حتی پس از جنگ دورف‌ها و اورک‌ها و متروک ماندن آن‌جا. سپاه اورک‌هایی که در جنگ پنج سپاه شرکت کرد، گفته شده از کوه‌ها آمدند.

### کوه‌های موریا
سه قله‌ای که معادن موریا در زیر آن‌ها قرار داشت به کوه‌های موریا معروف بودند، کارادراس، سلبدیل و فان‌اودی‌هول. بدنهٔ اصلی شهر دورف‌ها در زیر سلبدیل قرار داشت.
در داستان ارباب حلقه‌ها، یاران حلقه تصمیم به گذر از کارادراس را داشتند ولی به خاطر برف شدید نتوانشتند از کوه عبور کنند و مجبور به عبور از معادن موریا شدند.

### کوه‌های آنگمار
رشته‌کوه‌هایی در شمال سرزمین میانه که از کوه گونداباد (در مرز شمالی کوهستان مه‌آلود) به سمت غرب کشیده شده بودند. پادشاه جادوگر آنگمار این نام را بر این رشته‌کوه‌ها گذاشت. این کوه‌ها احتمالاً در دوران‌های مختلف محل زندگی اورک‌ها و هم دورف‌ها بوده‌است. پایتخت آنگمار، کارن-دوم، در دامنه‌های غربی کوه‌های آنگمار قرار داشت.

### کیریت گورگور

نگاره‌ای از کیریث اونگول، نقاشی از برادران هیلدبراند.

کیریت گورگور که در سینداری شکاف وحشت خوانده می‌شود راه اصلی و ورودی موردور است که در محل برخورد افل دوات و ارد لیتوی واقع شده. این معبر توسط دروازهٔ سیاه و برج‌های نیش محافظت می‌شود.

## گ

### گپ روهان
گپ روهان یا رخنهٔ روهان گذرگاهی است در دنیای جان رونالد روئل تالکین. در کوه‌های مه‌آلود و کوه‌های سفید واقع بوده‌است.
در این گذرگاه رودخانه‌های ایزن و ادورن جریان دارند که مرز قلمرو پادشاهی روهان را شکل می‌دهند. پیشتر روهان به عنوان کلناردهون شناخته شده بود بنابراین گذرگاه به گذرگاه کلناردهون معروف بود. مثلث تشکیل شده از رودخانه‌های ایزن و ادورن و کوه‌های سفید منطقه‌ای مورد اختلاف روهیریم و دانلندینگز بود. جادهٔ بزرگ کهن که قلمروی گندر و اندر را متصل می‌ساخت از این گذرگاه می‌گذشت و از ایزن در قسمت کم عمق ایزن عبور می‌کرد. دست یابی به گذرگاه توسط دژ انگرنوست یا همان ایزنگارد کنترل می‌شد که بعدها در دوره سوم زیر فرمان سارومان بود. در هنگام جنگ حلقه همرامان حلقه تصمیم گرفتند که از این گذرگاه عبور نکنند زیرا ان گذرگاه بیش از حد به آیزنگارد نزدیک بود و زیر نظر اورک‌ها بود در عوض از موریا سفر کردند. روهیریم تعدادی نبرد را با دانلندینگزها و اورک‌ها در این گذرگاه جنگیده‌اند که در یکی از ان‌ها تئودرد پسر تئودن جراحتی مرگبار برداشت.

## م

### مینهیریات
مینهیریات که در زبان سینداری به معنی میان رودان است در اریادور قرار داشت. مینهیریات هیچ مرز مشخصی در شمال ندارد اما در جنوب، شرق و غرب محدود به رود و دریای بزرگ بود.

## ن

### نن‌هیتوئل
دریاچه‌ای بزرگ در مسیر رود آندوئین بین امین مویل و شرق روهان. این دریاچه دقیقاً ۳۲ کیلومتر طول (از شمال به جنوب) و ۱۶ کیلومتر پهنا (شرقی-غربی) دارد. در ورودی شمالی رود به دریاچه، مردمان گاندور در زمان سلطنت رومنداکیل دوم مجسمهٔ پادشاهان، آرگونات را آن‌جا ساختند تا نشانه‌ای برای مرز شمالی قلمروشان باشد اگرچه در زمان جنگ حلقه این مرز کیلومترها عقب کشیده شده بود. در خروجی جنوبی دریاچه سه تپه دیده می‌شود؛ آمون‌هن، در ساحل غربی، آمون لائو در ساحل شرقی و تول براندیر به شکل جزیره‌ای بین این دو. هیچ‌کس تا به حال قدم بر این جزیره نگذاشته چرا که سرعت و فشار آب به‌خاطر همجواری تول‌براندیر یا آبشار رائوروس اجازه نزدیکی قایق‌ها به آنجا را نمی‌دهد.
یاران حلقه در ۲۶ قوریه ۳۰۱۹ دوران سوم به نن‌هیتوئل رسیدند و در پارت‌گالن اردو زدند. جدایی یاران حلقه در این مکان اتفاق افتاد. بورومیر در جنگ با اورک‌های سارومان کشته شد. مری و پی‌پین توسط آن‌ها اسیر شدند. فرودو و سام با قایق به ساحل شرقی فرار کردند و آراگورن، گیملی و لگولاس تصمیم به تعقیب اورک‌ها و آزادسازی مری و پی‌پین گرفتند و نام سه شکارگر را بر خود نهادند.

### نین دالف
این باتلاق در جنوب امین‌مویل و شرق رود آندوئین واقع است و توسط دلتای انت‌واش آبگیری می‌شود. باتلاق‌های مرگ کمی شرق‌تر از آن قرار دارند و احتمالاً ادامهٔ همین باتلاقند. همچنین به نام وست‌ونگ معروف است.

## ه

### هاراد
سرزمینی در جنوب گاندور و موردور که شهر ساحلی اومبار در آن واقع است.

### هارلوند
لنگرگاهی در کناره‌های جنوبی خلیج لون در لیندون. همچون فورلوند، این لنگرگاه نیز پس از زیر آب رفتن بلریاند ساخته شد.

### هارودیل
دره‌ای شمالی-جنوبی و عمیق که توسط رود اسنوبورن در کوهستان سفید کشیده شده‌است. در پایانهٔ جنوبی این دره و در زیر کوهی به نام استارک‌هورن، دون‌هارو، پناه‌گاه بزرگ روهان، قرار دارد. در پایانهٔ شمالی آن که رود اسنوبورن به دشت‌های روهان می‌رسد، ادوراس (پایتخت روهان) واقع است.